# Carl Ulysses von Salis-Marschlins
Carl Ulysses von Salis-Marschlins (* 28. September 1760 in Igis auf Schloss Marschlins; † 13. Januar oder 16. Januar 1818 ebenda) war ein Bündner Gelehrter und Politiker.

## Leben

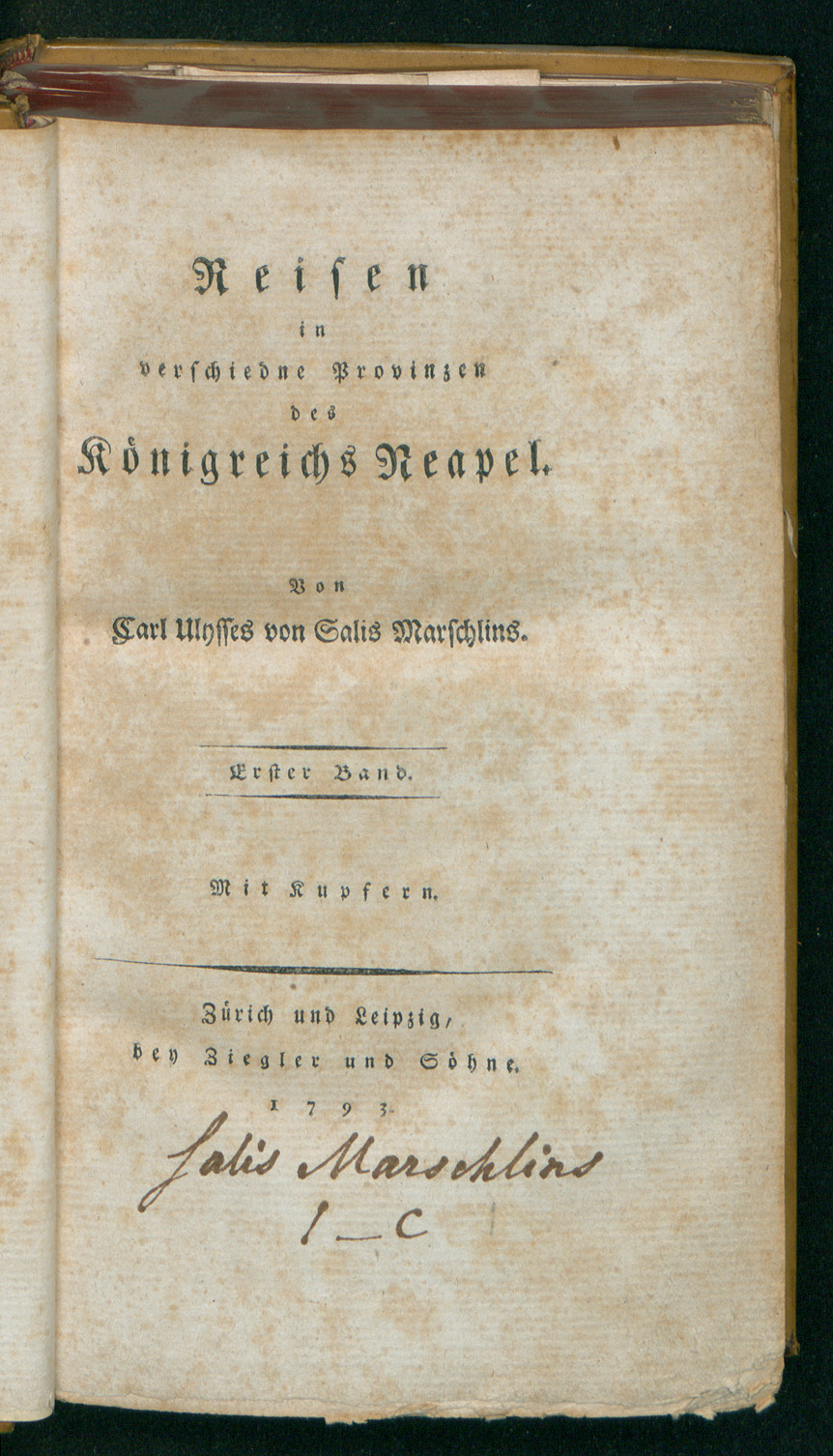
Reisen in verschiedene provinzen des Königreichs Neapel, 1793

### Herkunft und Studium
Von Salis stammt aus der bedeutenden reformierten Familie Salis und kam 1760 als Sohn von Ulysses von Salis-Marschlins und Anna Paula von Salis-Seewis, zur Welt.
Von Salis studierte kurze Zeit am Philanthropinum, welches 1771 nach Marschlins verlegt und von seinem Vater 1775 zu einem Philanthropinum nach Basedow'schem Muster umgewandelt wurde. 1777 wurde die Schule aus finanziellen Gründen geschlossen. Von Salis studierte 1777–1778 Rechtstudien an der Akademie in Dijon, gerade einmal 90 Kilometer von Salins entfernt, wo er über Aarburg ab April mit anderen Bündnern zwischen 1799 und 1800 durch französische Truppen deportiert wurde. Zu diesem Zeitpunkt war er bereits Landammann, verheiratet und Vater von drei Kindern.

### Politische Ämter
Nach dem Haftaufenthalt in Salins kam er nach St. Gallen, wo die Geiselhaft später aufgehoben wurde. Im Jahr 1801 wurde von Salins zum Mitglied der Bündner Tagsatzung gewählt und war zu diesem Zeitpunkt wieder Landammann der Fünf Dörfer. 1803 wurde er ins Bündner Oberappellationsgericht gewählt und bereits 1805–09 amtierte er als Präsident des neu gebildeten Bündner Sanitätsrats.

### Publizistische Tätigkeit
Von Salis interessierte sich für Naturwissenschaften, Landwirtschaft, Geschichte und Pädagogik und pflegte auch Kontakte zu Forschern im Ausland und reiste oft. So schrieb er über seine Reise nach Sizilien und Neapel 1788–89. Auch seinen Haftaufenthalt beschrieb er, obwohl er deportiert wurde, beschrieb er sehr detailliert die Besonderheiten der Bewässerung des französischen Juras.
Von Salis war Mitarbeiter der Publikationsorgane Der Sammler und Der neue Sammler und wirkte 1806–09 als Herausgeber der Zeitschrift Alpina.